# متسبي ريمون
مِتْسَبِيه رَامُون (بالعبرية: מִצְפֵּה רָמוֹן) هي بلدة إسرائيلية في صحراء النقب في جنوب إسرائيل. اسم رامون يأتي من الكلمة العربية «رمان» وتعني الرومان. وهي تقع على ارتفاع 860 مترا (2,800 قدم). في عام 2009، كان يبلغ عدد سكانها 4,789 نسمة.
تأسست سنة 1951م، ومساحتها 62875 دونم (62.875 كم² أو 24.276 ميل مربع).

## المناخ
يظهر الجدول التالي التغييرات المناخية على مدار السنة لمتسبي رمون:
| البيانات المناخية لـمتسبي ريمون       | البيانات المناخية لـمتسبي ريمون | البيانات المناخية لـمتسبي ريمون | البيانات المناخية لـمتسبي ريمون | البيانات المناخية لـمتسبي ريمون | البيانات المناخية لـمتسبي ريمون | البيانات المناخية لـمتسبي ريمون | البيانات المناخية لـمتسبي ريمون | البيانات المناخية لـمتسبي ريمون | البيانات المناخية لـمتسبي ريمون | البيانات المناخية لـمتسبي ريمون | البيانات المناخية لـمتسبي ريمون | البيانات المناخية لـمتسبي ريمون | البيانات المناخية لـمتسبي ريمون |
| الشهر                                 | يناير                           | فبراير                          | مارس                            | أبريل                           | مايو                            | يونيو                           | يوليو                           | أغسطس                           | سبتمبر                          | أكتوبر                          | نوفمبر                          | ديسمبر                          | المعدل السنوي                   |
| ------------------------------------- | ------------------------------- | ------------------------------- | ------------------------------- | ------------------------------- | ------------------------------- | ------------------------------- | ------------------------------- | ------------------------------- | ------------------------------- | ------------------------------- | ------------------------------- | ------------------------------- | ------------------------------- |
| الدرجة القصوى °م (°ف)                 | 28.0 (82.4)                     | 29.1 (84.4)                     | 33.5 (92.3)                     | 36.4 (97.5)                     | 39.6 (103.3)                    | 40.9 (105.6)                    | 39.6 (103.3)                    | 39.2 (102.6)                    | 37.8 (100.0)                    | 37.4 (99.3)                     | 31.1 (88.0)                     | 29.0 (84.2)                     | 40.9 (105.6)                    |
| الحد الأقصى المتوسط °م (°ف)           | 20.4 (68.7)                     | 23.1 (73.6)                     | 27.4 (81.3)                     | 33.3 (91.9)                     | 35.2 (95.4)                     | 35.8 (96.4)                     | 36.0 (96.8)                     | 34.8 (94.6)                     | 34.2 (93.6)                     | 32.4 (90.3)                     | 26.9 (80.4)                     | 22.4 (72.3)                     | 36.0 (96.8)                     |
| متوسط درجة الحرارة الكبرى °م (°ف)     | 13.3 (55.9)                     | 14.6 (58.3)                     | 18.2 (64.8)                     | 22.9 (73.2)                     | 26.9 (80.4)                     | 29.3 (84.7)                     | 31.0 (87.8)                     | 30.7 (87.3)                     | 28.4 (83.1)                     | 25.1 (77.2)                     | 19.9 (67.8)                     | 15.5 (59.9)                     | 23.0 (73.4)                     |
| المتوسط اليومي °م (°ف)                | 9.9 (49.8)                      | 10.8 (51.4)                     | 13.5 (56.3)                     | 17.4 (63.3)                     | 21.2 (70.2)                     | 23.4 (74.1)                     | 25.4 (77.7)                     | 25.0 (77.0)                     | 23.0 (73.4)                     | 20.3 (68.5)                     | 16.0 (60.8)                     | 12.1 (53.8)                     | 18.2 (64.7)                     |
| متوسط درجة الحرارة الصغرى °م (°ف)     | 6.6 (43.9)                      | 6.9 (44.4)                      | 8.8 (47.8)                      | 11.8 (53.2)                     | 15.4 (59.7)                     | 17.6 (63.7)                     | 19.7 (67.5)                     | 19.3 (66.7)                     | 17.6 (63.7)                     | 15.5 (59.9)                     | 12.2 (54.0)                     | 8.7 (47.7)                      | 13.3 (56.0)                     |
| الحد الأدنى المتوسط °م (°ف)           | 2.0 (35.6)                      | 2.3 (36.1)                      | 3.6 (38.5)                      | 5.9 (42.6)                      | 9.5 (49.1)                      | 12.7 (54.9)                     | 15.7 (60.3)                     | 15.9 (60.6)                     | 14.7 (58.5)                     | 11.4 (52.5)                     | 7.7 (45.9)                      | 4.2 (39.6)                      | 2.0 (35.6)                      |
| أدنى درجة حرارة °م (°ف)               | −4.0 (24.8)                     | −3.0 (26.6)                     | −1.0 (30.2)                     | −0.8 (30.6)                     | 6.0 (42.8)                      | 10.2 (50.4)                     | 13.0 (55.4)                     | 14.0 (57.2)                     | 11.5 (52.7)                     | 9.0 (48.2)                      | 2.6 (36.7)                      | −0.5 (31.1)                     | −4.0 (24.8)                     |
| معدل هطول الأمطار مم (إنش)            | 19 (0.7)                        | 13 (0.5)                        | 11 (0.4)                        | 3 (0.1)                         | 1.5 (0.06)                      | 0 (0)                           | 0 (0)                           | 0 (0)                           | 0.1 (0.00)                      | 4 (0.2)                         | 6 (0.2)                         | 12 (0.5)                        | 69.6 (2.66)                     |
| متوسط الأيام الممطرة (≥ 0.1 mm)       | 6.0                             | 4.9                             | 4.1                             | 1.7                             | 0.5                             | 0                               | 0                               | 0                               | 0.1                             | 0.9                             | 2.6                             | 4.6                             | 25.4                            |
| المصدر: Israel Meteorological Service |                                 |                                 |                                 |                                 |                                 |                                 |                                 |                                 |                                 |                                 |                                 |                                 |                                 |